# ITVP

Logo iTVP

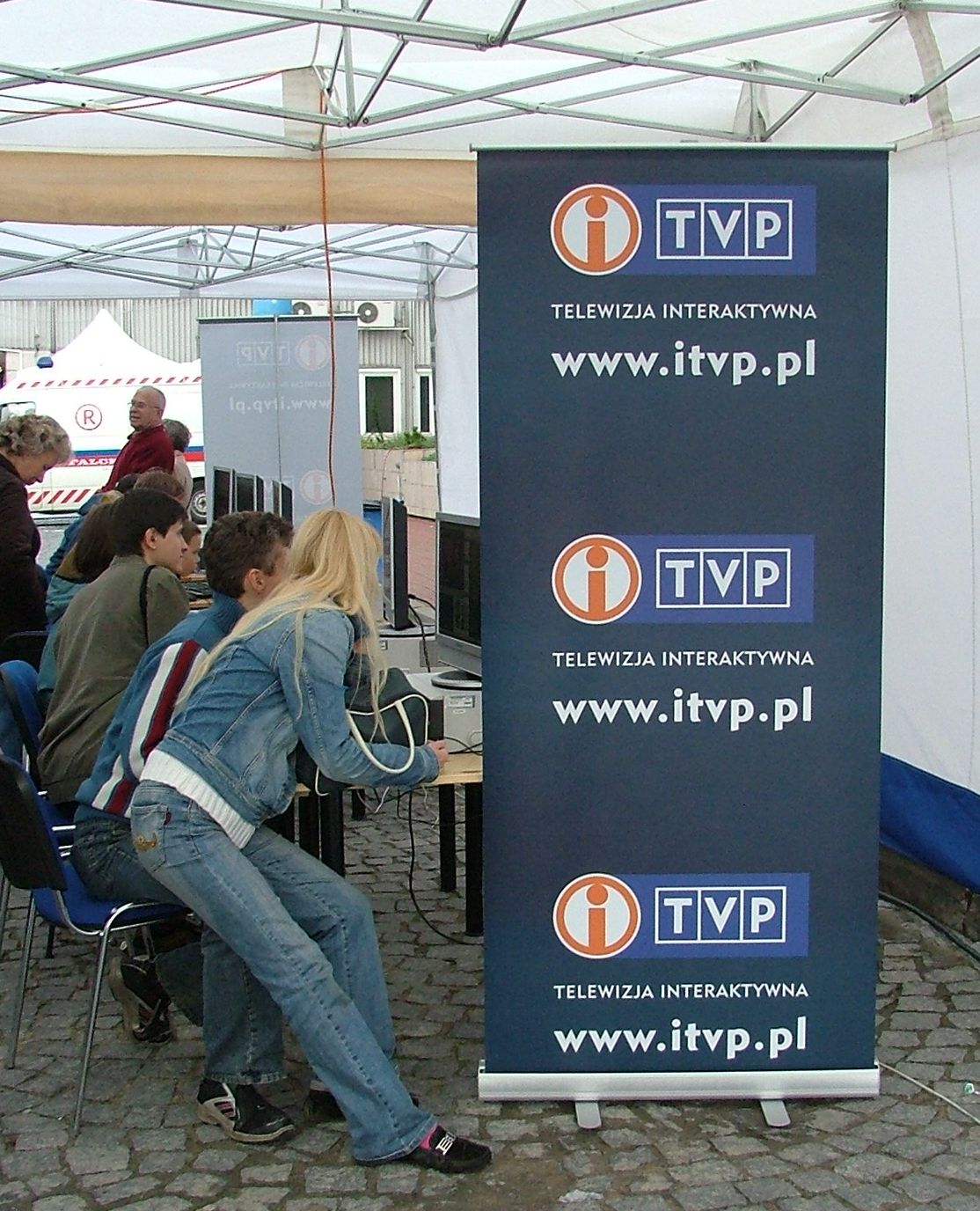
Stoisko iTVP podczas Dnia Otwartego TVP (9 września 2007)

iTVP (Telewizja Interaktywna) – nieistniejący projekt badawczo-wdrożeniowy prowadzony w latach 2005–2008 przez Telewizję Polską S.A. (TVP) w zakresie telewizji interaktywnej, którego realizacja miała umożliwić udostępnianie – poprzez Internet – oferty interaktywnej w skali ogólnopolskiej.
W tym celu stworzono projekt celowy Nr 3184/CT11-6/2002 pt. „System udostępniania sygnału audiowizualnego w polskim Internecie optycznym w sposób zapewniający realizację telewizji interaktywnej”. iTVP zostało zastąpione portalem tvp.pl.

## Historia
Projekt rozpoczął się w 2002 roku po blisko rocznych przygotowaniach. Jego oficjalna prezentacja nastąpiła 11 października 2005 roku w warszawskiej Filharmonii Narodowej, jednak premierową transmisję przeprowadzono 9 stycznia 2005 z XIII Finału Wielkiej Orkiestry Świątecznej Pomocy. 10 czerwca 2005 bezpośrednio relacjonowano Krajowy Festiwal Piosenki Polskiej w Opolu (cieszyła się ona olbrzymią popularnością, gdyż oprócz samych występów – dostępnych również w TVP – zaprezentowano kulisy imprezy, wydarzenia kuluarowe oraz wywiady z artystami), zaś 3 października 2005 Konkurs Chopinowski, a wszystkie koncerty oglądało łącznie 125 000 osób z całego świata (głównie Japonii). Ponadto Telewizja Interaktywna przeprowadziła bezpośrednie relacje m.in. z Zimowych Igrzysk Olimpijskich w Turynie, Tour de Pologne oraz J&S Cup.
iTVP finansowana była ze środków własnych polskiej telewizji publicznej, a także środków celowych Krajowej Rady Radiofonii i Telewizji (KRRiT) oraz Komitetu Badań Naukowych (KBN), posiadając ponadto siedmiu innych partnerów wspierających (m.in. akademicki ośrodek Cyfronet związany z krakowską Akademią Górniczo-Hutniczą (ACK Cyfronet AGH), Politechnikę Warszawską, Instytut Łączności i warszawską firmę teleinformatyczną ATM). Współpraca w projekcie regulowana była poprzez umowę trójstronną, podpisaną przez Ministerstwo Nauki i Informatyzacji (MNiI), TVP oraz ACK Cyfronet AGH (głównego wykonawcę).
Przygotowanie oferty programowej interaktywnej telewizji leżało w wyłącznej gestii TVP, zaś prace nad technologią jej udostępnienia prowadzone były w ramach projektu badawczo-rozwojowego finansowanego częściowo (kwotą 12 000 000 PLN) z grantu MNiI. Początkowo prezentowała ona najpopularniejsze programy (w tym filmy i seriale) wyprodukowane przez TVP1, TVP2 oraz TVP3, a także najważniejsze wydarzenia kulturalne, bądź sportowe, systematycznie poszerzając swą ofertę.
Aby system działał płynnie, źródłem strumienia danych nie była wyłącznie Warszawa, bowiem przy nadawaniu sygnału wykorzystane zostały regionalne centra danych (na początek w Krakowie i Poznaniu). Prototypową instalację systemu dystrybucji oferty interaktywnej (tzw. Pilot iTVP) uruchomiono w 2006 w Warszawie, Krakowie i Poznaniu, a docierała ona równocześnie do ponad 15 000 odbiorców.
Do końca 2007 iTVP została zaoferowana w docelowej (komercyjnej) formie na terenie całego kraju. Jej model biznesowy nie był jeszcze ostatecznie przesądzony i nie było do końca wiadomo, który podmiot miał oferować klientom tę usługę (być może miała być nim sama TVP, być może operatorzy telekomunikacyjni dostarczający Internet, bądź dostawcy telewizji kablowej). Pewnym jest natomiast, iż sygnał iTVP nie miał być przesyłany w ramach „publicznego” Internetu, więc przyszły operator musiałby wydzielić specjalnie dla niej odpowiednie pasmo, gwarantujące każdemu użytkownikowi właściwą jakość przekazu (widzowie mieli odbierać obraz i dźwięk nadawany w jakości porównywalnej ze zwykłą telewizją, tj. z prędkością co najmniej 750 kb/s). Wykorzystana miała zostać do tego ogólnopolska sieć akademicka PIONIER. Zakładane było uzyskanie wyższych prędkości transmisji, umożliwiającej odbiór programów telewizyjnych oraz filmów w jakości „cyfrowej”.
W docelowej formie iTVP łączyć miało w sobie kilka unikalnych funkcjonalności:
- masowe udostępnianie – systematycznie rozbudowywanego – zbioru zarchiwizowanych programów poszczególnych anten TVP oraz programów własnych,
- transmisje „na żywo” niektórych pozycji programowych TVP (przy czym część z nich trwać będzie dłużej, niż na antenach macierzystych),
- realizacja transmisji wielokanałowych (widz będzie mógł sam zadecydować, z której kamery chce oglądać realizowany przekaz),
- udostępnianie wszystkim użytkownikom forów dyskusyjnych, czatów, gier online, ankiet, sond itp.,
- powszechna dostępność przy pomocy wszelkich możliwych kanałów dystrybucji (m.in. komputerów i innych urządzeniach zintegrowanych z internetem; multimedialnych, domowych form rozrywki; telefonów komórkowych).

15 grudnia 2008 domena internetowa Telewizji Interaktywnej iTVP (www.itvp.pl) została przekierowana na oficjalną stronę TVP S.A. – www.tvp.pl.

## Kwestie techniczne
Materiały multimedialne udostępniane były przez serwery multimedialne iTVP jednocześnie w różnych jakościach. Dzięki temu możliwy był ich odbiór za pośrednictwem łączy internetowych o różnych przepustowościach (począwszy od klasycznych prędkości modemowych). Jakość odbieranego sygnału była uzależniona od szybkości połączenia z siecią internetową oraz wydajności komputera, z którego korzystał użytkownik. Materiały w serwisie iTVP były udostępniane w technologii strumieniowej, dzięki czemu dla rozpoczęcia ich odtwarzania nie było konieczne pobranie całego pliku na dysk komputera. Dla odbioru transmisji oraz plików multimedialnych dostępnych w serwisie iTVP niezbędny był program Windows Media Player oraz zainstalowany DirectX. Oficjalnie wspierany był tylko odbiór za pomocą systemu operacyjnego MS Windows. W systemie GNU/Linux materiały można było oglądać za pomocą programów: Totem, Kaffeine, VLC i innych, jednak możliwie było oglądanie tylko treści dostępnych bezpłatnie (odtwarzacze te nie obsługują zabezpieczeń DRM) i to nie wszystkich, ponieważ niektóre darmowe materiały również były zabezpieczone (najczęściej te, które stawały się nieodpłatne dopiero po jakimś czasie).
Od 1 maja 2008 TVP S.A., w ślad za innymi nadawcami publicznymi, udostępniała transmisje iTVP za pomocą technologii P2P TV. Zmiana ta została wprowadzona we współpracy z Europejską Unią Nadawców (EBU) oraz projektem OctoShape. Pierwszymi (i jedynymi jak do tej pory) transmisjami były relacje z zawodów CenterNet Mobile Speedway Ekstraligi. Na chwilę obecną technologia P2P TV nie jest wykorzystywana